# Luisa Casati

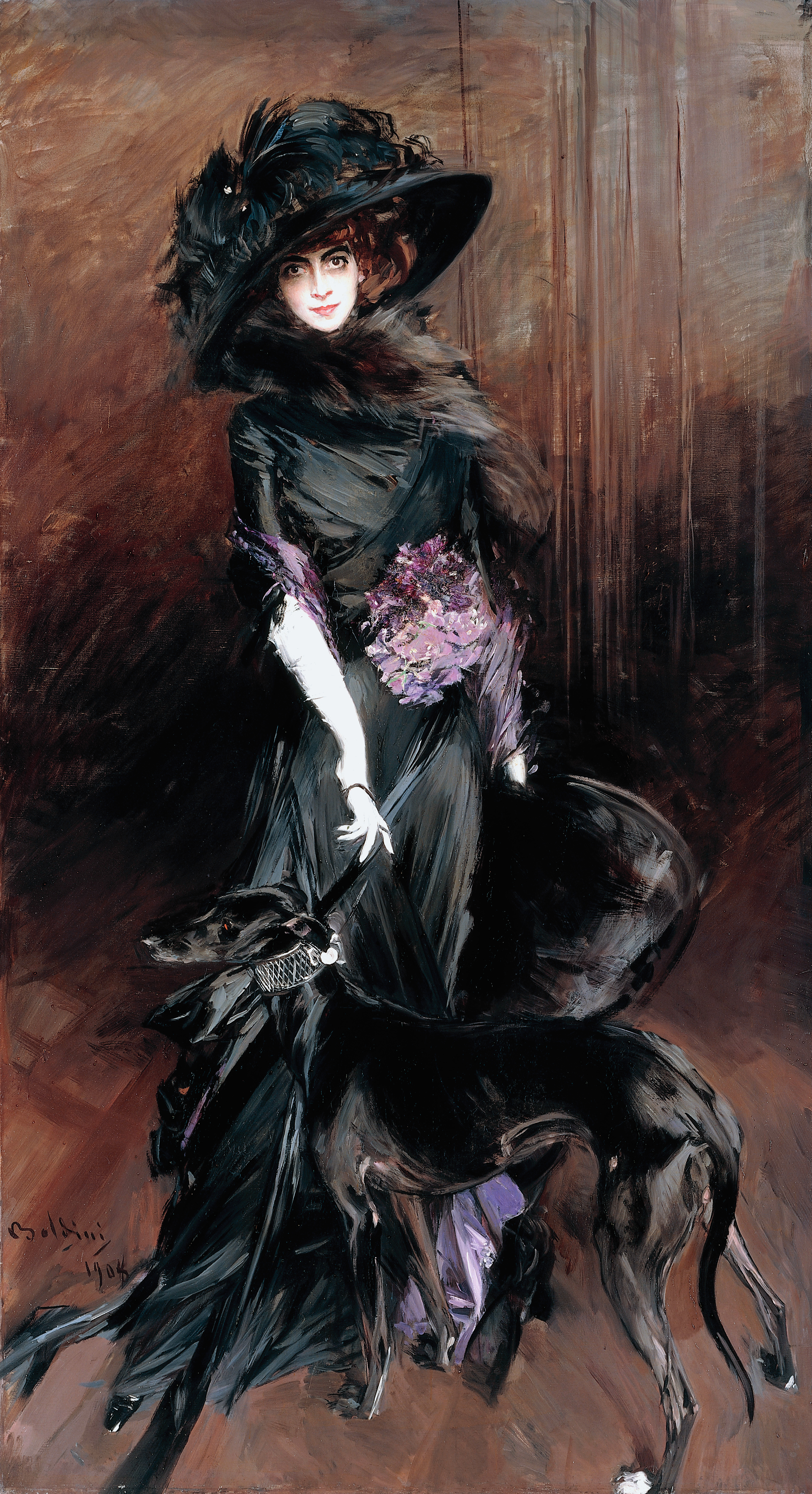
Giovanni Boldini: Porträt der Marchesa Luisa Casati mit ihrem Greyhound (1908)

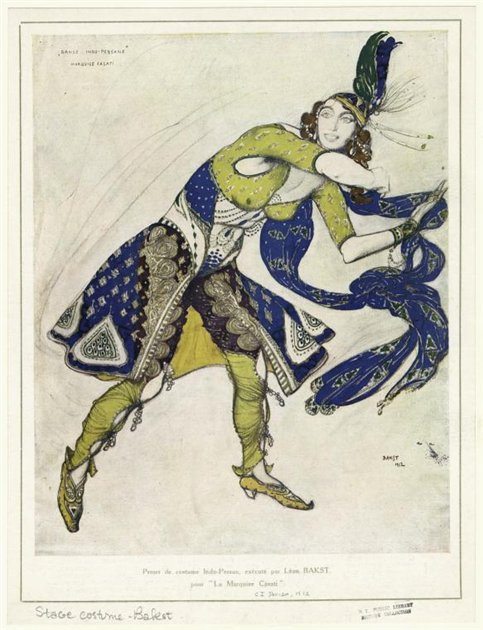
Léon Bakst: Persischer Tanz (1912)

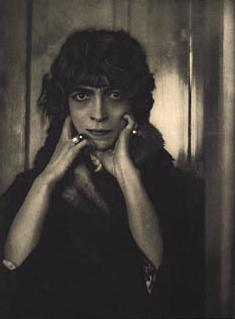
Adolphe de Meyer: Fotografie von Marchesa Luisa Casati (1912)

Luisa Casati Stampa di Soncino, Marchesa di Roma (* 23. Januar 1881 in Mailand; † 1. Juni 1957 in London) war eine italienische Muse, Kunstmäzenin, Modeikone und High Society Lady zu Beginn des 20. Jahrhunderts in Europa.

## Leben
Luisa Adele Rosa Maria Amman war die jüngste Tochter des wohlhabenden Textilfabrikanten Alberto Amman (1847–1896) und seiner Ehefrau Lucia Bressi (1857–1894). Beide Eltern waren österreichischer Abstammung: Ihr Vater stammte ursprünglich aus Göfis in Vorarlberg. Ihre Kindheit drehte sich um perfektes Benehmen und die gesellschaftliche Repräsentation. Sie wurde ausschließlich zu Hause von Gouvernanten und Tutoren mit Büchern aus der väterlichen Bibliothek unterrichtet. Luisa lernte auch französisch, deutsch und englisch; sie galt als frühreif und ausgesprochen intelligent. Der frühe Tod ihrer Eltern machte Luisa und ihre Schwester Francesca (1880–1919), spätere Ehefrau von Giulio Padulli, zu Waisen und zu den wohlhabendsten Erbinnen in Italien.
Im Jahre 1900 heiratete Luisa Amman in Mailand den Aristokraten Camillo Casati Stampa di Soncino, Marchese di Roma (1877–1946). Aus der Verbindung ging die Tochter Christina (1901–1953) hervor, die 1925 bis 1943 mit Francis Hastings (1901–1990) und in zweiter Ehe mit Wogan Philipps verheiratet war.
Im Jahr 1903 lernte Casati den Schriftsteller Gabriele D’Annunzio kennen und hatte eine langjährige Affäre mit ihm. In dieser Zeit reiste sie viel und fand schnell Kontakt zur europäischen High Society. Ihre Bankette, Tanzbälle, Gartenparties, Dinners, Fuchsjagden, Tanzabende und Kostümfeste der europäischen Hoch- und Geldaristokratie waren berühmt und füllten die Gesellschaftsspalten der Zeitungen. Je extravaganter und skandalöser ihre Lebens- und Liebesgeschichten waren, desto größer wurde die Faszination, die von ihr ausging. 1910 kaufte sie in Venedig den Palazzo Venier dei Leoni am Canal Grande und ließ ihn aufwendig renovieren. Die von Casati dort veranstalteten Feste waren außergewöhnlich und phantasievoll – so wurde die Einweihungsfeier ihres Palazzos im September 1913 mit einem Kostümball im Stil des 18. Jahrhunderts gefeiert.
In Porträts, Skulpturen und Fotografien zahlreicher Künstler verewigt, wurde Luisa Casati als meistgemalte Frau Italiens berühmt. Mit vielen Künstlern war sie persönlich befreundet, unter anderem mit Giovanni Boldini, Augustus John, Kees van Dongen, Romaine Brooks, Ignacio Zuloaga, Étienne Drian, Alberto Martini, Hans-Henning von Voigt, Giacomo Balla, Paolo Troubetzkoy, Jacob Epstein, Man Ray, Cecil Beaton und Adolphe de Meyer. Ihre Roben und Kostüme wurden von Léon Bakst, Paul Poiret, Mariano Fortuny und Erté entworfen. Wo immer sie war, setzte sie Trends.
Noch zu Beginn des Jahrhunderts als reichste Erbin Italiens umschwärmt, musste Casati verarmt in den 1930er Jahren nach London fliehen, wo sie, unterstützt von Freunden, bis zu ihrem Tod 1957 lebte. Sie wurde auf dem Brompton Cemetery bestattet.

## Rezeption
- Gabriele D’Annunzio schuf 1910 mit der Figur der „Isabella“ in dem Roman Vielleicht, vielleicht auch nicht ein dichterisches Denkmal.
- Jack Kerouac schrieb 1954 eine Hymne auf die ihm unbekannte Casati angesichts eines weitverbreiteten Kunstdrucks eines Porträts, das in der National Portrait Gallery hängt.[1]
- Tennessee Williams machte sie postum 1963 zur Protagonistin in The Milk Train Doesn't Stop Here Anymore.[1]
- Casati wurde von Augustus John gemalt und von Man Ray fotografiert.
- Der Mythos der Luisa Casati wurde in mehreren Theaterstücken und Kinofilmen thematisiert, unter anderem von den Darstellerinnen Theda Bara, Vivien Leigh, Tallulah Bankhead, Valentina Cortese und Ingrid Bergman.
- Ihre Lebensweise und deren Modestil inspiriert noch heute Modedesigner, unter anderem John Galliano, Yves Saint Laurent und Tom Ford.
- La divina marchesa. Arte et vita die Luisa Casati dalla Belle Époque agli anni folli. Palazzo Fortuny. Venedig, 2014/15[1]
- Die 2020 von der Niederländischen Nationaloper produzierte Oper Ritratto von Willem Jeths behandelt das Leben Luisa Casatis.[2]

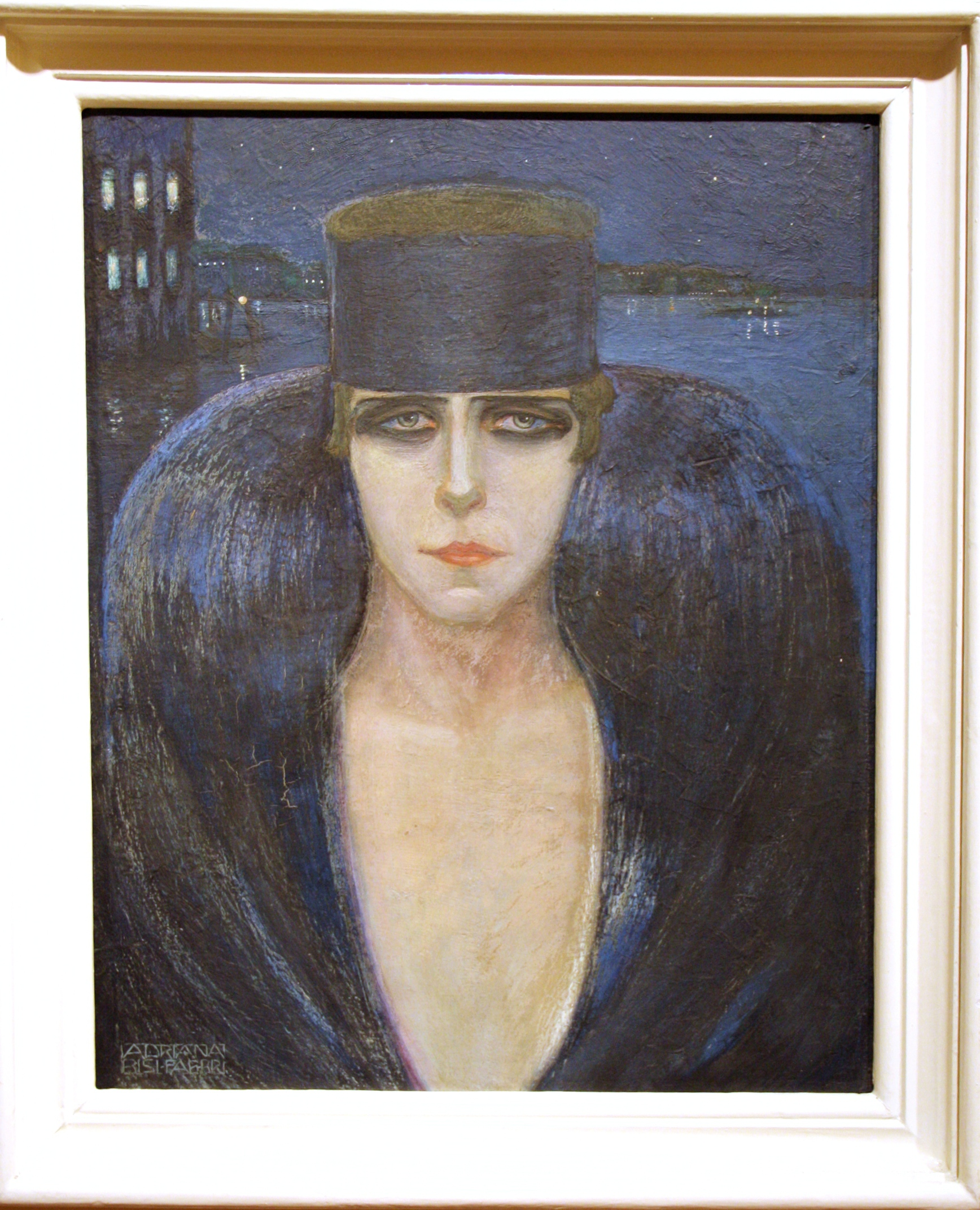
Bild von Adriana Bisi Fabbri (spätestens 1918)
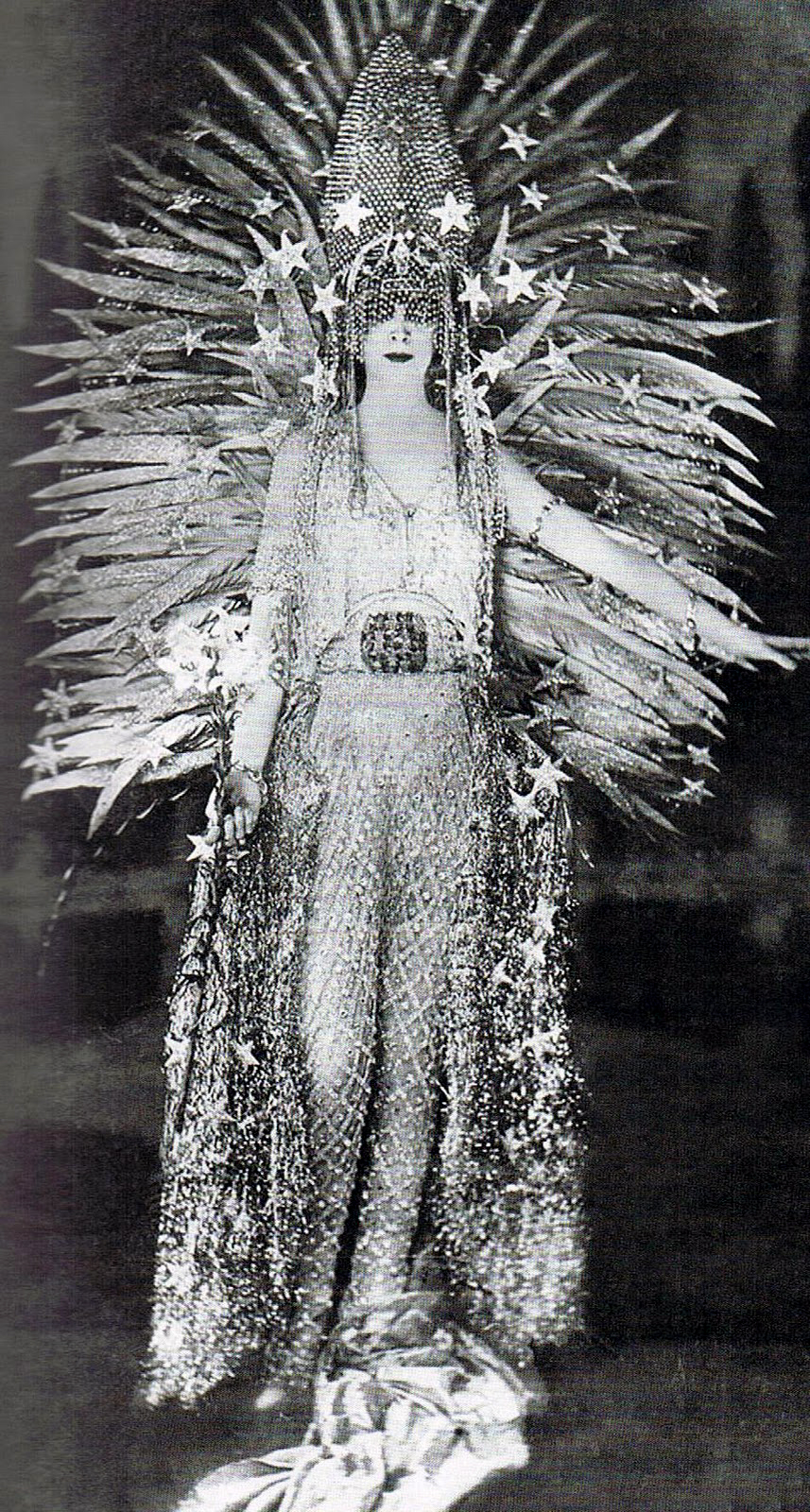
Kostüm von Jean Philippe Worth, Fotograf unbekannt (1922)
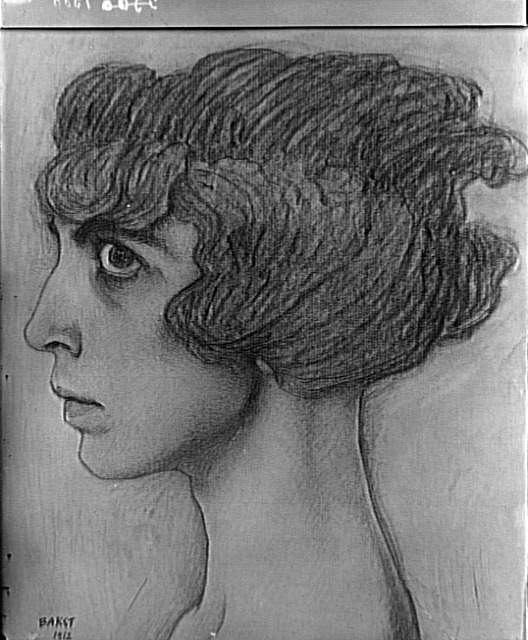
Zeichnung von Leon Bakst (1912)
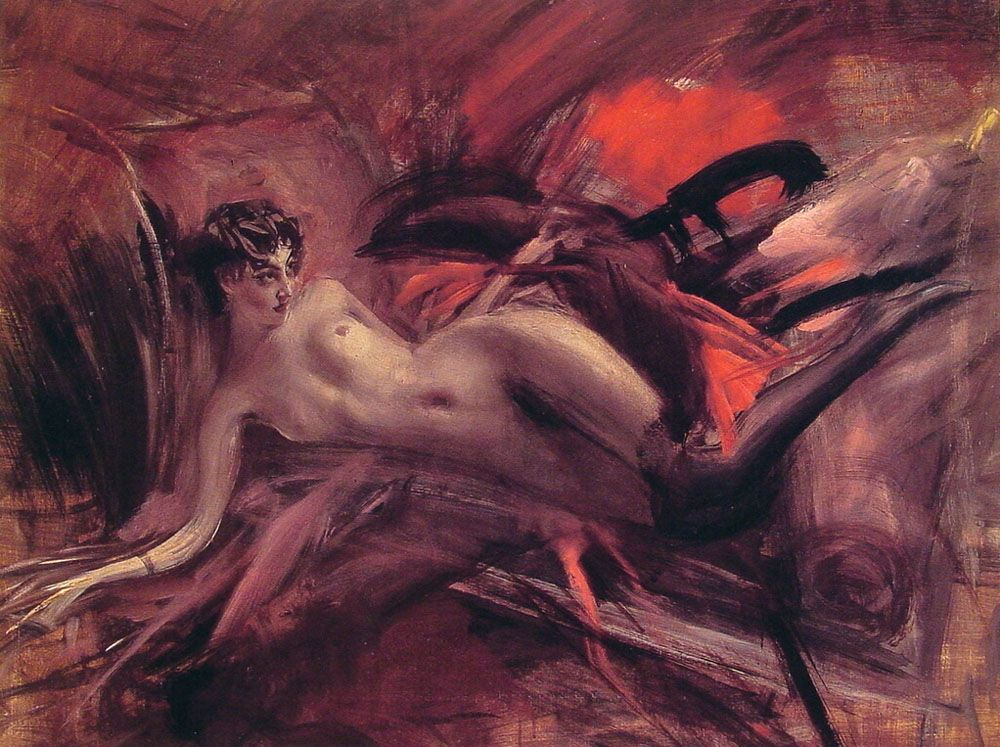
Bild von Boldoni (ohne Jahr)
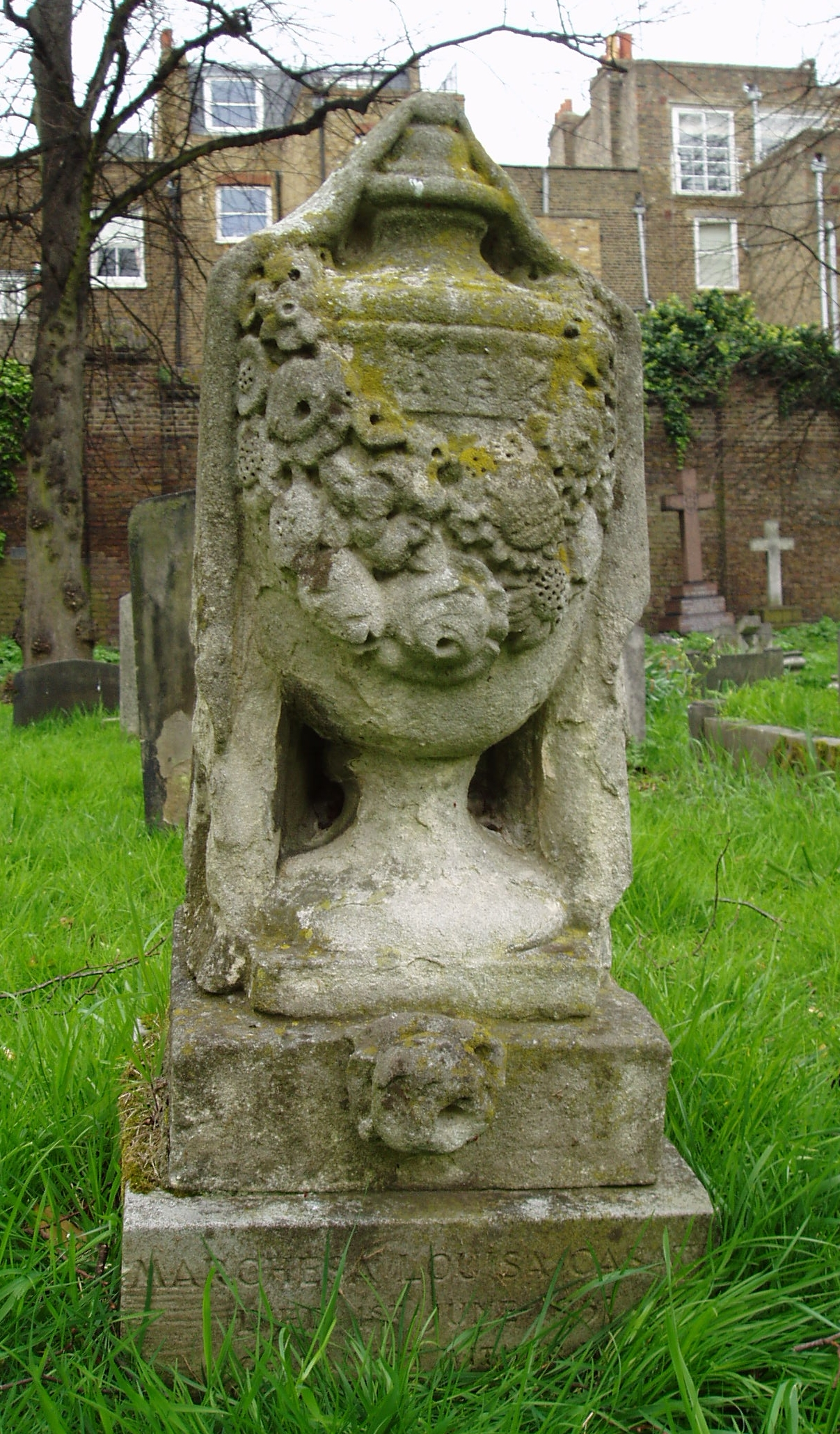
Grabstein auf dem Brompton Cemetery

## Film
- The Lost Ones: Luisa Casati - Aufstieg und Fall einer Diva Film von Mathilde Hirsch, Frankreich 2020.